# Hełmówka jasnotrzonowa
Hełmówka jasnotrzonowa (Galerina stordalii A.H. Sm.) – gatunek grzybów należący do rodziny podziemniczkowatych (Hymenogastraceae).

## Systematyka i nazewnictwo
Pozycja w klasyfikacji według Index Fungorum: Galerina, Hymenogastraceae, Agaricales, Agaricomycetidae, Agaricomycetes, Agaricomycotina, Basidiomycota, Fungi.
Po raz pierwszy opisał go w 1964 roku Alexander Hanchett Smith w Norwegii. Wskazał holotyp. Synonimy:
- Galerina frigida V.L. Wells & Kempton 1969
- Galerina propinqua Bas 1965
- Galerina saxicola Svrček 1994

Polską nazwę nadał Władysław Wojewoda w 2003 r.

## Morfologia
Kapelusz
O średnicy 3–12 mm, wypukły do szerokostożkowatego z niepozornym garbkiem, błyszczący, półprzezroczyście prążkowany prawie do środka. Brzeg początkowo prosty, potem odgięty. Jest higrofaniczny; w stanie wilgotnym jasnożółty, jaśniejszy na brzegu.
Blaszki
Średnio gęste, jasnożółte do ochrowych, brzeg drobniutko kłaczkowaty.
Trzon
Wysokość 12–30 mm, grubość 1–1,5 mm, równy, pusty, drobno oprószony na całej powierzchni, początkowo białawy, ale z wiekiem lekko żółty do czerwonobrązowego. U grzybów rosnących w mchach, często trzon jest bardzo długi.
Cechy mikroskopowe
Bazydiospory 8,5–10,5 × 5–6, Q = 1,5–1,9 μm, migdałowate, czasami wąskoelipsoidalne, z wyraźnym wyrostkiem wnęki i wąską, niewyraźną porą rostkową, lekko brodawkowate do brodawkowatych (brodawki wąskie, drobne do dość widocznych, bez łączników), w wodzie i KOH żółtawe, w odczynniku Melzera jasnoochrowe. Podstawki 22–33 × 97–11 μm, głównie 4-zarodnikowe, często ze sprzążkami. Cheilocystydy gęsto upakowane na krawędzi blaszek, rurkowate, rzadko lub często rozgałęzione, 24–35 × 5–9 μm, szyjka 2–3 μm, główka 4–6 μm, rzadko bez główki Kaulocystydy w gęstych skupiskach, przeważnie podobnego kształtu jak cheilocystydy, rzadko bez główki, często rozgałęzione, często wyrastające bezpośrednio ze strzępek, 42–62 × 11–13 μm, szyjka 2,5–4 μm, główka 7–8 μm.

## Występowanie i siedlisko
Podano stanowiska w Europie, Ameryce Północnej, Azji i Australii. W Polsce do 2003 r. podano 3 stanowiska, w późniejszych latach podano następne.
Saprotrof występujący w bagiennych lasach świerkowych i na torfowiskach. Grzyb mszakolubny rozwijający się na martwych częściach mchów rosnących na ziemi lub na pniach drzew.